# Liste der Einträge im National Register of Historic Places im Lamar County (Texas)
Die Liste der Registered Historic Places im Lamar County führt alle Bauwerke und historischen Stätten im texanischen Lamar County auf, die in das National Register of Historic Places aufgenommen wurden.

## Aktuelle Einträge
| Lfd. Nr. | Name im NRHP                             | Bild | Datum der Eintragung | Adresse/Lage                                                       | Ort       | NRHP-ID  | Beschreibung |
| -------- | ---------------------------------------- | ---- | -------------------- | ------------------------------------------------------------------ | --------- | -------- | ------------ |
| 1        | A. C. Mackin Archeological Site          |      | 16. Mai 1974         | Address Restricted                                                 | Faulkner  | 74002085 |              |
| 2        | Atkinson-Morris House                    |      | 26. Okt. 1988        | 802 Fitzhugh                                                       | Paris     | 88001914 |              |
| 3        | Bailey-Ragland House                     |      | 26. Okt. 1988        | 433 W. Washington                                                  | Paris     | 88001917 |              |
| 4        | Baty-Plummer House                       |      | 26. Okt. 1988        | 708 Sherman                                                        | Paris     | 88001931 |              |
| 5        | Benjamin and Adelaide Baldwin House      |      | 26. Okt. 1988        | 714 Graham                                                         | Paris     | 88001925 |              |
| 6        | Carlton-Gladden House                    |      | 26. Okt. 1988        | 2120 Bonham                                                        | Paris     | 88001933 |              |
| 7        | Church Street Historic District          |      | 26. Okt. 1988        | Roughly bounded by E. Austin, 3rd, SE, Washington and 1st, SW Sts. | Paris     | 88001936 |              |
| 8        | Edgar and Annie Wright House             |      | 26. Okt. 1988        | 857 Lamar                                                          | Paris     | 88001929 |              |
| 9        | Edwin and Mary Jenkins House             |      | 26. Okt. 1988        | 549 5th, NW                                                        | Paris     | 88001927 |              |
| 10       | Ellis II Site                            |      | 30. März 1978        | Address Restricted                                                 | Pin Hook  | 78002967 |              |
| 11       | Emerson Site                             |      | 1. Dez. 1978         | Address Restricted                                                 | Pin Hook  | 78002968 |              |
| 12       | First Church of Christ, Scientist        |      | 26. Okt. 1988        | 339 W. Kaufman                                                     | Paris     | 88001912 |              |
| 13       | First Presbyterian Church                |      | 26. Okt. 1988        | 410 W. Kaufman                                                     | Paris     | 88001913 |              |
| 14       | First United Methodist Church            |      | 21. Juni 1983        | 322 Lamar St.                                                      | Paris     | 83003146 |              |
| 15       | Gregory Vinegar Works                    |      | 12. Sep. 1988        | 1244 Church St.                                                    | Paris     | 88001940 |              |
| 16       | High House                               |      | 26. Okt. 1988        | 352 Washington                                                     | Paris     | 88001920 |              |
| 17       | House at 705 3rd Street, SE              |      | 26. Okt. 1988        | 705 3rd St., SE                                                    | Paris     | 88001935 |              |
| 18       | J. M. and Emily Daniel House             |      | 26. Okt. 1988        | 216 4th, SW                                                        | Paris     | 88001921 |              |
| 19       | John Chisum Gibbons House                |      | 26. Okt. 1988        | 623 6th, SE                                                        | Paris     | 88001923 |              |
| 20       | Johnson-McCuistion House                 |      | 26. Okt. 1988        | 730 Clarksville                                                    | Paris     | 88001911 |              |
| 21       | Lamar County Hospital                    |      | 26. Okt. 1988        | 625 W. Washington                                                  | Paris     | 88001918 |              |
| 22       | Loma Alto Site                           |      | 29. März 1978        | Address Restricted                                                 | Pin Hook  | 78002969 |              |
| 23       | McCormic-Bishop House                    |      | 26. Okt. 1988        | 603 8th St., SE                                                    | Paris     | 88001910 |              |
| 24       | Means-Justiss House                      |      | 26. Okt. 1988        | 537 6th St., SE                                                    | Paris     | 88001934 |              |
| 25       | Morris-Moore House                       |      | 26. Okt. 1988        | 744 3rd, NW                                                        | Paris     | 88001926 |              |
| 26       | Paris Commercial Historic District       |      | 22. Dez. 1988        | Roughly bounded by Price, 3rd, SE, Sherman and 4th, SW             | Paris     | 88001937 |              |
| 27       | Pine Bluff-Fitzhugh Historic District    |      | 26. Okt. 1988        | 500-900 blks of Pine Bluff and 300-600 blks of Fitzhugh            | Paris     | 88001938 |              |
| 28       | Ragland House                            |      | 26. Okt. 1988        | 208 5th St., SW                                                    | Paris     | 88001922 |              |
| 29       | Rodgers-Wade Furniture Company           |      | 26. Okt. 1988        | 401 3rd, SW                                                        | Paris     | 88001919 |              |
| 30       | Samuel Bell Maxey House                  |      | 18. März 1971        | 812 E. Church St.                                                  | Paris     | 71000943 |              |
| 31       | Santa Fe-Frisco Depot                    |      | 20. Aug. 1998        | 1100 W. Kaufman                                                    | Paris     | 88001939 |              |
| 32       | Scott-Roden Mansion                      |      | 15. Sep. 1983        | 425 S. Church St.                                                  | Paris     | 83003147 |              |
| 33       | St. Paul’s Baptist Church                |      | 26. Okt. 1988        | 454 2nd, NE                                                        | Paris     | 88001928 |              |
| 34       | State Highway 5 Bridge at High Creek     |      | 10. Okt. 1996        | FM 1509, 1.8 mi. W of jct. with FM 38                              | Brookston | 96001102 |              |
| 35       | State Highway Bridge 5 at Big Pine Creek |      | 10. Okt. 1996        | FM 1510, 1.4 mi. E of jct. with FM 38                              | Brookston | 96001103 |              |
| 36       | Swindle Site                             |      | 29. März 1978        | Address Restricted                                                 | Pin Hook  | 78002970 |              |
| 37       | Thaddeus and Josepha Preston House       |      | 26. Okt. 1988        | 731 E. Austin                                                      | Paris     | 88001915 |              |
| 38       | Thomas and Bettie Brazelton House        |      | 26. Okt. 1988        | 801 W. Sherman                                                     | Paris     | 88001932 |              |
| 39       | W. S. and Mary Trigg House               |      | 26. Okt. 1988        | 441 12th St., SE                                                   | Paris     | 88001924 |              |
| 40       | William and Etta Latimer House           |      | 26. Okt. 1988        | 707 Sherman                                                        | Paris     | 88001930 |              |
| 41       | Wise-Fielding House and Carriage House   |      | 22. Dez. 1988        | 418 W. Washington                                                  | Paris     | 88001916 |              |